# Canon EOS 450D
Canon EOS 450D (Canon EOS Rebel XSi v Severní Americe a Canon EOS Kiss X2 v Japonsku) je 12,2megapixelová digitální jednooká zrcadlovka, která je součástí řady fotoaparátů Canon EOS. Je následovníkem fotoaparátu EOS 400D/Digital Rebel XTi. Veřejnosti byl ohlášen 23. ledna 2008 a na trh uveden v březnu 2008, respektive v dubnu 2008 v Severní Americe. Jeho následovníkem je fotoaparát Canon EOS 500D (v Severní Americe pod názvem Rebel T1i), který byl ohlášen 25. března 2009.
Stejně jako jeho předchůdci umožňuje montáž objektivů Canon EF a EF-S.

## Vlastnosti
- 12,2megapixelový senzor CMOS
- obrazový procesor DIGIC III
- 14bitový převod analogového signálu na digitální
- 3" displej LCD
- režim živého náhledu
- malé a lehké tělo
- čtyři režimy měření pomocí 35 zón, bodové měření, částečné měření, celoplošné měření s důrazem středu a poměrové měření.[5]
- vestavěný blesk
- automatická optimalizace podle úrovně osvětlení
- integrovaný čisticí systém snímače EOS
- ISO 100–1600
- objektivy Canon EF/EF-S
- kompatibilní s blesky Canon EX Speedlite
- video výstup PAL/NTSC
- paměťové karty SD aSDHC
- formáty snímků: JPEG, RAW
- současný záznam snímků ve formátu RAW a JPEG
- rozhraní USB 2.0
- akumulátor LP-E5
- volitelný bateriový grip BG-E5
- přibližná hmotnost 475 g